# Isaac Lacson
Isaac A. Lacson (Iloilo City, 28 juli 1889 - na 1958) was een Filipijns politicus. Lacson was afgevaardigde en gouverneur van Negros Occidental en werd in 1934 gekozen in de Senaat van de Filipijnen.

## Biografie
Isaac Lacson werd geboren op 28 juli 1889 in Filipijnse stad Iloilo. Hij was een van de elf kinderen van suikerbaron en revolutionair leider Aniceto Lacson en Rosario Araneta. Hij studeerde aan de Ateneo Municipal de Manila en behaalde in 1910 een Bachelor of Arts-diploma aan het Colegion de San Juan de Letran.
Lacson werd in 1925 gekozen tot afgevaardigde van het 2e kiesdistrict van Negros Occidental met een termijn tot 1928. Na afloop van zijn termijn werd gekozen tot gouverneur van de provincie Negros Occidental. Zijn termijn als gouverneur duurde tot 1931. Bij de verkiezingen van 1934 werd Lacson namens het 8e senaatsdistrict gekozen in de Senaat van de Filipijnen. In de Senaat was hij onder meer voorzitter van de Commissie voor Banken, Corporaties en Franchises. Hij diende vijf wetsvoorstellen in. Een daarvan werd uiteindelijk door beide kamers aangenomen als wet. Na de ratificatie van de Filipijnse Grondwet in 1935 en de oprichting van het Gemenebest van de Filipijnen werd het tweekamerig Filipijns Congres opgeheven en eindigde de termijn van Lacson als senator voortijdig.
Lacson was getrouwd met Camila Patronio en kreeg met haar vier kinderen.